# Pihuamo
Pihuamo är en ort i Mexiko.   Den ligger i kommunen Pihuamo och delstaten Jalisco, i den södra delen av landet, 400 km väster om huvudstaden Mexico City. Pihuamo ligger 738 meter över havet och antalet invånare är 7 613.
Terrängen runt Pihuamo är varierad. Runt Pihuamo är det glesbefolkat, med 17 invånare per kvadratkilometer. Pihuamo är det största samhället i trakten. I omgivningarna runt Pihuamo växer huvudsakligen savannskog.